# 巣引き
巣引き（すびき）とは飼鳥用語の1つで飼育環境下での繁殖を指し、具体的には累代飼育のことである。ただし家畜として飼うことの多いニワトリやアヒルの繁殖についてはこの語は用いず、単に繁殖とか増殖といった語を用いることが多い。

## 家庭における巣引き
鳥を飼うことの楽しみの1つでもありさまざまな方法があるが、特に家庭において狭い鳥かごのみを使用する場合は庭箱と呼ばれる特殊なかごを用いて神経質になる親の安静を保ち産卵させる。しかし高級フィンチの多くは産卵までには至るものの抱卵はせずそのまま放棄に至る例が多いので、産んだ卵をジュウシマツに預けて育雛させるなど特殊な技術を要する。育雛期には食性がふだんの穀類から昆虫などを主体にしたそれに変化するものも多いので、アワ玉と呼ばれるタンパク質を付加した特殊な飼料や巣引きのためのバードフード、すり餌を与えるなどもする必要がある。またこの時期に親から離してさし餌を行うと手乗りになる。

## 施設における巣引き
伝書鳩などのハトや動物園などの施設においては、ずっと広い禽舎（ケージ）での放し飼いが主であり、この場合はそれなりに気を遣わなくても勝手に産卵、育雛にまで至るケースがある。しかしこの場合もヒナ向けの飼料の配合や病気には気をつけるべきである。またこの場合でも産卵はしても抱卵にまでは至らないケースも多いのでその場合は大きさがほぼ同じ程度の場合はジュウシマツを仮親にしたり、そうでない場合は孵卵器を用いて孵化させる。キジ科などは孵化直後から自力で採餌できるのでそれほど手がかからないが、そうでない場合はさし餌で人手で育てるなどする。

## 巣引きが容易な愛玩鳥
- ジュウシマツ - 非常に容易で、他種のヒナであってもうまく育て上げる。
- ブンチョウ - ジュウシマツほどではないが容易。巣引きが難しい系統もあり、その場合はジュウシマツを仮親にして巣引きする。
- キンカチョウ - かつてはジュウシマツを仮親にしないと無理だったが近年になって巣引きが容易な系統がヨーロッパから輸入されたため、日本でも家庭で巣引きができるようになった。
- カナリア - ジュウシマツほどではないが容易。それゆえに様々な品種改良がされ、現在に至っている。カナリアは品種間で子育て上手な品種とそうでない品種があるので、子育て上手な品種をそうでない品種の仮親にあてることがままある。
- セキセイインコ - 非常に容易であり、それゆえに品種改良も盛んである。
- オカメインコ - セキセイインコほどではないが、インコの中では巣引きが容易。
- キジ科、カモ科全般 - 孵化直後からヒナが自力でエサを探して食べるので容易。親鳥が抱卵しない場合は孵卵器を使うといった手段の他に、チャボを禽舎へ混ぜておくと勝手に抱卵してくれることもある。